# SN 1997bq
SN 1997bq – supernowa typu Ia odkryta 20 kwietnia 1997 roku w galaktyce NGC 3147. Jej maksymalna jasność wynosiła 14,57m.